# بزکور (اورتاکوی)
بزکور (به ترکی استانبولی: Bozkır) یک منطقهٔ مسکونی در ترکیه است که در اورتاکوی (آق‌سرای) واقع شده‌است.